# Johannes Otto Munck

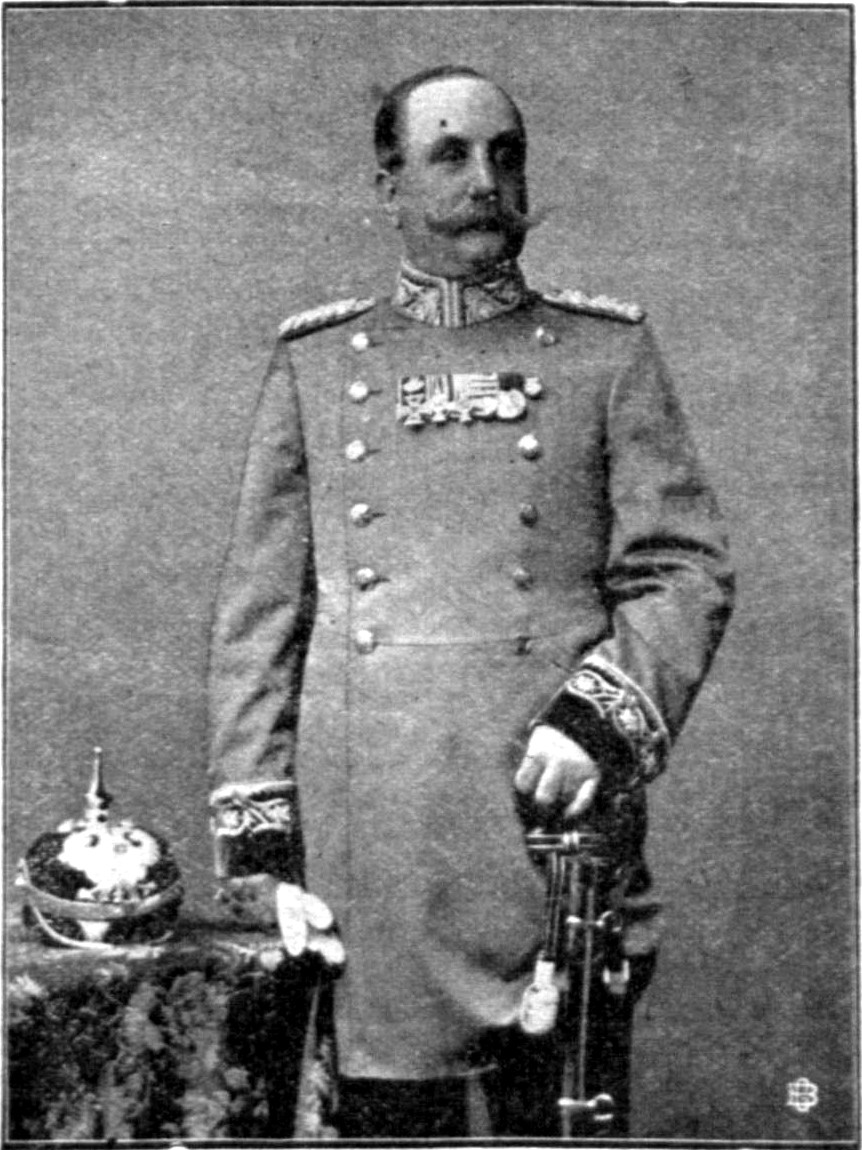
Polizeihauptmann J. O. Munck

Johannes Otto Munck (* 1. Januar 1849 in Arnswalde; † 13. März 1905 in der Freien und Hansestadt Lübeck) war Polizeihauptmann Lübecks.

## Leben
In Arnswalde geboren, trat er als Avantageur am 4. Oktober 1866 ins 8. Pommersche Infanterie-Regiment Nr. 61 in Thorn ein. Den Krieg 1870/71 machte er mit Auszeichnung mit. Neben verschiedenen Dienstauszeichnungen erhielt er das Eiserne Kreuz II. Klasse.
Nach dem Kriege wechselte Munck ins Polizeiwesen und wurde Polizeikommissar in Dirschau. In gleicher Eigenschaft wechselte er später nach Sagan (Regierungsbezirk Liegnitz). Am 11. November 1885 wurde er als Nachfolger von Chr. F. A. Herrichts als Polizeiinspektor in die Freie und Hansestadt Lübeck berufen und trat seinen Dienst am 20. Dezember an.
Unter der Direktion des Polizeisenators Hermann Rittscher erhielt er alsbald Gelegenheit sein organisatorisches Talent zu entfalten.
Unter Muncks Ägide entwickelte sich der Zuschnitt des Lübeckische Polizei- und Nachtwächter- zu einem einheitlichen Schutzmannkorps fort. Aus kleinstädtischen Polizeirunden wurden Großstädtische militärische Schutzmannpostenketten und Patrouillen mit geordneten Tag- und Nachtdienst. Man konnte jetzt ohne Besinnen die Hilfe eines an den Hauptstraßenkreuzungen postierten Schutzmannes in Anspruch nehmen und erhielt eine höfliche und sachgemäße Antwort. Diese Reorganisation fiel 1889 mit der Schaffung der bis dahin nicht vorhandenen Straßenreiniger-Kolonne zusammen, die er ins Leben rief, weil trotz der Verpflichtung der Bewohner die Straße vor ihrem Haus selbst zu reinigen, das Ergebnis zu wünschen übrig ließ.
Die Neuordnung dehnte sich auch auf die Kriminalpolizei aus und die Exekutive erhielt ein Korps reitender Schutzleute. Unter der Polizeidirektion der Senatoren Dr. Schön und Kulenkamp entwickelte sich das Lübeckische Polizeiwesen und die damit zusammenhängenden Anstalten zu Musterinstituten, die vielerorts Nachahmer fanden.
In Anerkennung seiner langjährigen verdienstvollen Tätigkeit und seiner verantwortungsvollen Stellung ernannte der Senat am 26. Juni 1900 den Polizeiinspektor Munck zum Polizeihauptmann. In Anwesenheit des Großherzogs von Mecklenburg-Schwerin am 25. Oktober 1902 bei dessen Besuch in Lübeck wurde Munck das Ritterkreuz des Greifenordens verliehen.
Ein Nierenleiden hatte ihn bereits vor Jahren einmal aufs Krankenlager geworfen. Im Sommer tat es dies abermals. Dies konnte zwar erfolgreich operativ beseitigt werden, jedoch beendete ein Herzschlag kurz darauf sein Leben.

## Auszeichnungen
- Preußischer Kronenorden IV. Klasse
- Roter Adlerorden IV. Klasse
- Ehrenritterkreuz II. Klasse des Oldenburgischen Haus- und Verdienstorden des Herzogs Peter Friedrich Ludwig

### Archive
- Archiv der Hansestadt Lübeck